# Alice (1988)
Alice (Tsjechisch: Něco z Alenky) is een Tsjecho-Slowaakse fantasyfilm uit 1988 onder regie van Jan Švankmajer. De film is gebaseerd op de roman Alice in Wonderland (1865) van de Britse auteur Lewis Carroll. In de film wordt gebruikgemaakt van stop-motion.

## Verhaal
Het meisje Alice wordt een boek voorgelezen, dat haar niet interesseert. Op zolder gooit ze keien in een kop thee. Dan ziet ze een opgezet wit konijn tot leven komen. Ze volgt hem in de la van een tafel. Zo valt ze in een schacht en komt ze terecht in Wonderland.

## Rolverdeling
| Acteur             | Personage                                 |
| ------------------ | ----------------------------------------- |
| Kristýna Kohoutová | Alice                                     |
| Camilla Power      | Alice (stem, Engelse dub) (onvermeld)     |
| Carice van Houten  | Alice (stem, Nederlandse dub) (onvermeld) |